# خاطرات خون‌آشام (فصل ۲)
خاطرات خون‌آشام (به انگلیسی: The Vampire Diaries) یک سریال آمریکایی  ماورایی درام محصول سال ۲۰۰۹ شبکهٔ تلویزیونی سی‌دابلیو است که ساختش در سال ۲۰۱۶ به پایان رسیده است و در زمان پخش این سریال محبوب‌ترین سریال تلویزیونی برای رده سنی نوجوان (۱۴-۱۹) محسوب می‌شد. این داستان به شرح خاطرات و اتفاقاتی که برای یک خون‌آشام به نام استفن سالواتوره و یک دختر به نام الینا گیلبرت می‌پردازد که هر دویشان در پایان هر روز به نوشتن خاطرات خود می‌پردازند. به همین دلیل نام این سریال هم دارای یک ایهام است زیرا نام این مجموعه هم می‌تواند بیانگر "خاطرات خون‌آشام: یعنی خاطراتی باشد که استفن دربارهٔ خود می‌نویسد" و هم خاطراتی که دربارهٔ یک خون‌آشام (توسط الینا) نوشته می‌شود.
رده بندی سنی (PG-۱۴ Rated) این سریال، مشاهده این سریال بنا به تأیید بنیاد رده‌بندی محتوای رسانه در آمریکا برای افراد زیر ۱۴ تنها در حضور والدین مورد تأیید است و در غیر این صورت توصیه نمی‌شود.

## خلاصه داستان

### فصل دوم (۲۰۱۰-۲۰۱۱)

به‌ترتیب از چپ به راست، استفن سالواتوره، الینا گیلبرت و دیمن سالواتوره.

پس از بازگشت کاترین او درصدد انتقام و اذیت و آزار برادران سالواتوره می‌آید و در همین راستا اتفاقاتی می‌افتد. مشخص می‌شود که کاترین از ابتدا فقط استفن سالواتوره را دوست داشته و علاقه‌ای به دیمن ندارد و از طرفی قرن‌ها پیش از سالواتره‌ها با برادرانی به نام‌های کلاوس و الایژا بوده‌است که این دو برادر نخستین خون‌آشام‌های تاریخ هستند. دیمن پس از فهمیدن این موضوع که بیهوده ۱۵۰ سال در پی یافتن کاترین بوده‌است او را فراموش می‌کند و عاشق الینا می‌شود.
نیکلاوس مایکلسون در صدد شکستن طلسمی بر می‌آید که مدت‌ها ذهن او را به خود مشغول کرده‌است. او برای این کار به یک همزاد که خون انسان داشته باشد و یک خون‌آشام نیاز دارد و باید مراسم قربانی کردن را انجام دهد.اما دیمن به اجبار از خون خود به الینا می‌دهد تا خون او ناخالص شود. الینا از دست دیمن ناراحت و عصبانی می‌شود.در هر حال الینا تا پیش از مرگ انسان می‌ماند پس کلاوس او و جنا(که توسط کلاوس تبدیل به یک خون آشام شده)ویک گرگینه (جولز) را برای مراسم قربانی کردن انتخاب می‌کند.دیمن در نجات جان مت و کرولاین فوربس توسط تایلر لاکوود  گرگینه گاز گرفته می‌شود.جنا در مراسم قربانی کردن می‌میرد اما جان (پدر واقعی الینا) با فدا کردن خود برای خون آشام نشدن الینا او را نجات می‌دهد.دیمن که گرگینه او را گاز گرفته‌است به زودی می‌میرد.پس پیش الینا می‌رود تا از او طلب بخشش کند اما الینا به او می‌گوید که شاید به زمان زیادی نیاز داشته باشد.دیمن به خانه می‌رود و با دراوردن حلقه‌اش به مقابل افتاب می‌رود تا خودکشی کند. استفن به موقع سر می‌رسد و مانع او می‌شود و با زندانی کردن دیمن در پی پیدا کردن راه درمان می‌گردد. جرمی گیلبرت  که مدتی پیش مرده بود هم توسط بانی بنت (دوست دختر جدیدش) که جادوگر است به دنیا باز می‌گردد. الینا متوجه زخمی شدن دیمن می‌شود و پشیمان و ناراحت از دیمن در حال مرگ مراقبت می‌کند. استفن هم با کلاوس معامله می‌کند که در صورت دادن پادزهر به دیمن هرکاری او بخواهد انجام می‌دهد. کلاوس او را وادار به خوردن مقدار زیادی خون می‌کند و از او می‌خواهد که به دنبال او شهر را ترک کند. کاترین پادزهر را برای دیمن می‌برد و جان او را نجات می‌دهد. جرمی هم با روح دو دوست دختر قبلی خود یعنی آنابل و ویکی روبرو می‌شود.

## بازیگران اصلی
| بازیگر             | نقش                         | توضیحات |
| ------------------ | --------------------------- | --- |
| نینا دوبرو         | الینا گیلبرت/ کاترینا پتروا | الینا معشوقه و دوست انسان استفن است که پس از مدتی مشخص می‌شود همزاد کاترین است، پس از مدتی او تبدیل به یک خون‌آشام می‌گردد.. |
| پل ویسلی           | استفن سالواتوره             | خون‌آشامی که از سال ۱۸۶۴ میلادی تبدیل به خون‌آشام شده‌است، او دراری شخصیتی مثبت است. او همچنین همواره سعی می‌کند انسان دوستانه زندگی کند و فقط از خون حیوانات تغذبه می‌کند بعداً جای شخصیت او با دیمن عوض می‌شود.در آخرین قسمت فصل چهارم مشخص می‌شود او همزاد سایلس ،اولین خون آشامی که به وجود آمده،است. |
| ایان سامرهلدر      | دیمن سالواتوره              | برادر استفن که برخلاف استفن علاقهٔ زیادی به عمل به غریزه خود (کشتن و تغذیه از خون انسان‌ها) دارد و از زمانی که به واسطهٔ برادرش استفن به یک خون آشام تبدیل شده؛ هدف خود را در زندگی عذاب دادن مردم جهان و به خصوص اذیت کردن برادرش قرار داده‌است.                                                     |
| استیون آر. مک‌کوئین | جرمی گیلبرت                 | برادر ناتنی الینا که تبدیل به یک شکارچی خون آشام شد. |
| سارا کنینگ         | جنا سامرز                   | خالهٔ ناتنی الینا که توسط کلاوس کشته شد. |
| کاترینا گراهام     | بانی بنت                    | دوست الینا که یک ساحره‌است و از قدرت‌های خاصی برخوردار است. |
| کندیس آکولا        | کارولین فوربس               | دوست الینا که کاترین او را به یک خون‌آشام تبدیل کرد. |
| زک روئریگ          | مت داناون                   | دوست الینا و برادر ویکی. |
| مایکل تروینو       | تایلر لاکوود                | نخستین دورگه موفق کلاوس که دوست کارولین نیز است و احساس نوکری به کلاوس دارد. |
| متیو دیویس         | آلاریک سالتزمن              | معلم تاریخ دبیرستان و شکارچی خون‌آشام است، او پس از مدتی کشته می‌شود. |
| جوزف مورگان        | کلاوس                       | قوی‌ترین خون‌آشام پس از پدرش (یکی از خون‌آشام‌های اصیل) که پدرش را می کشد و بعد از شکستن طلسم به دورگه‌ای بسیار قوی تبدیل می‌شود. |
| کلر هولت           | ربکا                        | خواهر کلاوس و یکی از خون‌آشام‌های اصیل. |